# 内川 (大崎市)
内川（うちかわ）は、宮城県大崎市を流れる人工河川である。
「大堰」とも呼ばれ、3,300haを超える農地をかんがいしている。水源は江合川で、疎水本流からは複数の支流が派生し、清水川に注いた後、再び江合川へと還流する。また、仙台藩の学問所である有備館の庭園池へも引水されている。
1987年（昭和62年）の大崎西部地区国営かんがい排水事業や1991年（平成3年）の県営水環境整備事業による改修作業によって、雑割石二面水路が採用され、川沿いに遊歩道や親水広場が設置された。また、魚が休憩したり、餌を食べたりするために、深みが作られ、魚が遡上できるように、最大流速が1.5m/sとなるように設計された。

## 歴史
1591年（天正19年）、伊達政宗が居城を米沢から岩出山城に移し、新田開発やかんがい、排水対策を進める事業の一環で内川の増設を指示した。内川はかんがい用水路の他に、岩出山城の防衛施設としての役割を果たした。
1987年（昭和62年）、ウルグアイ・ラウンドの農業への影響を考慮した農業農村整備事業（土地改良事業）の支援をうけ、大崎西部地区国営かんがい排水事業が実施された。また、1991年（平成3年）からは、県営水環境整備事業が国と共同して行われた。市民住民が事業者と話し合った結果、自然的・歴史的価値を継承するために、「天然石による石積み護岸」「川沿い樹木の保存」「水際線の保持」などに配慮した改修事業が行われた。
2006年（平成18年）、農林水産省の疎水百選に選定された。疎水百選にあたって行われた投票では、内川は4118票を集め、順位は7位であった。
2016年（平成28年）、国際かんがい排水委員会のかんがい施設遺産に登録された。
2017年（平成29年）、内川を含む「持続可能な水田農業を支える『大崎耕土』の伝統的水管理システム」が国際連合食糧農業機関によって世界農業遺産に認定された。

## イベント
- 内川水土里(みどり)の路ウォーク

内川沿線を歩いて、内川の歴史や役割について学ぶイベントである。水土里ネット大崎が主催している。2005年（平成17年）より毎年行われていた。

## 内川・ふるさと保全隊
内川・ふるさと保全隊とは、地域住民が内川の生活環境と景観の保全を目的に活動している組織である。
「内川の美しい流れを後世に伝える」をスローガンに、地域内の幅広い年齢層・多様な団体と連携して活動している。2015年（平成27年）時点で地域住民109名が活動している。1987年（昭和62年）からの改修工事をきっかけに、2002年（平成14年）2月に、歴史ある内川の水路を守っていこうと内川・ふるさと保全隊が結成された。
設立以来、毎年継続して内川の清掃活動や除草活動を実施するとともに、内川動植物生態調査や研修などの活動を通して、河川環境の美化意識の高揚を図るなど、地域の環境保全に多大な貢献をしている。

## 橋
- 臥牛橋
- 二ノ構橋
- 岩出山小橋
- 浦北橋
- 花見橋
- 寿橋
- 城山橋
- 月見橋
- 来迎寺橋
- 浄泉寺橋
- 下川原橋

## 周辺施設
- 大堰頭首工
- 旧有備館
- 内川親水広場
- 第2号幹線揚水機場
- 岩出山城
- 岩出山駅
- 有備館駅